# باشگاه فوتبال اسپنیمور تاون
باشگاه فوتبال اسپنیمور تاون (به انگلیسی: Spennymoor Town Football Club) یک باشگاه فوتبال در شهر اسپنیمور، کشور انگلستان است که در سال ۱۹۳۱ میلادی تأسیس شده‌است.